# مدرن اواسط قرن

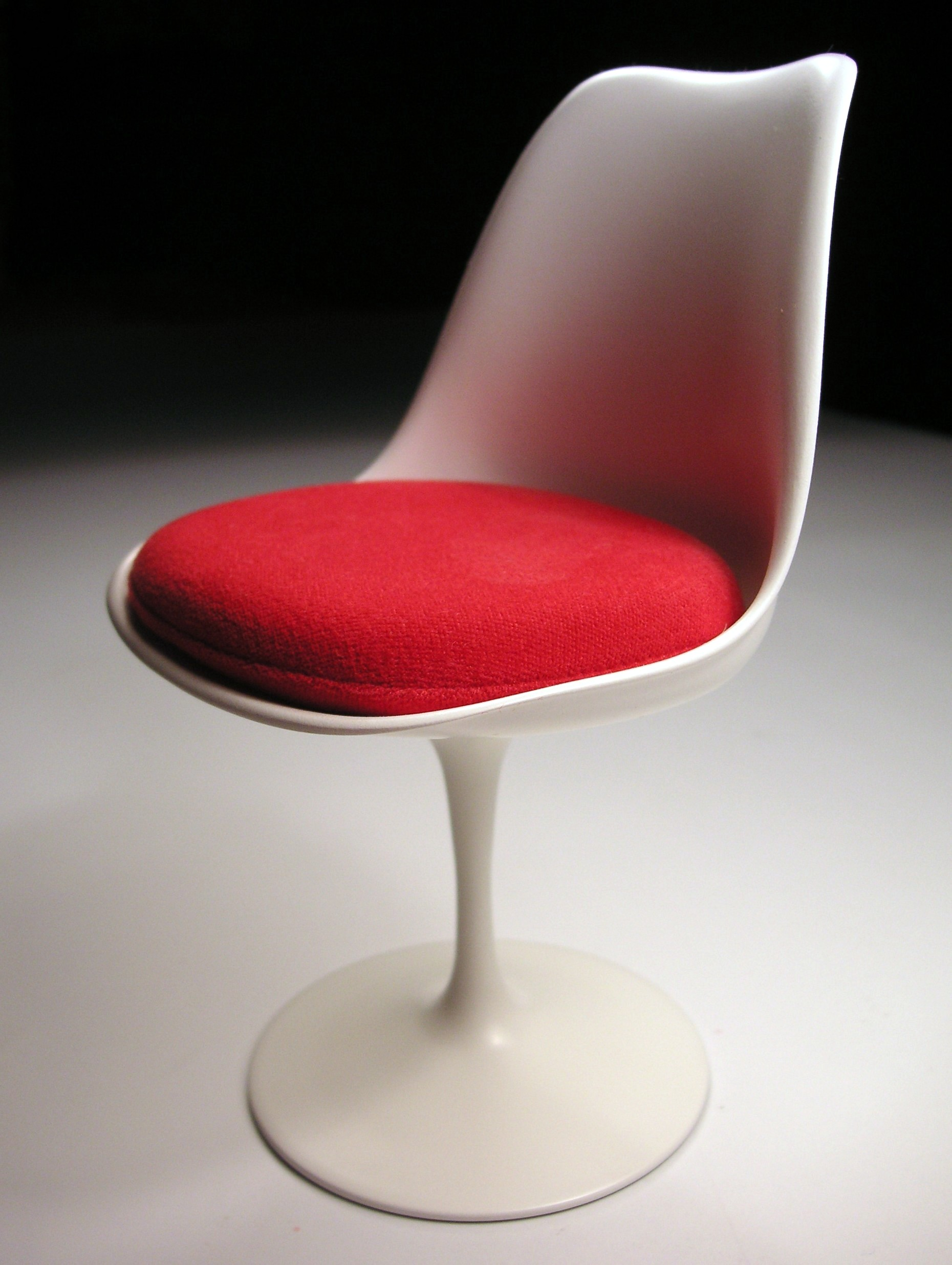
صندلی لاله (طراحی در سال ۵۶–۱۹۵۵ میلادی) توسط: ارو سارینن

مدرن اواسط قرن (به انگلیسی: Mid-Century Modern) (MCM) یک جنبش آمریکایی در طراحی داخلی، طراحی محصول، طراحی گرافیک، معماری و توسعۀ شهری است که تقریباً از سال ۱۹۴۵ تا ۱۹۶۹ میلادی، در طول دورۀ پس از جنگ جهانی دوم در ایالات متحدۀ آمریکا محبوبیت داشت. این اصطلاح در اواسط دهۀ ۱۹۵۰ میلادی به صورت توصیفی مورد استفاده قرار گرفت و به عنوان یک حرکت طراحی توسط کارا گرینبرگ در کتاب او: «مدرن اواسط قرن: مبلمان دهۀ ۱۹۵۰» (چاپ سال ۱۹۸۴ میلادی) تعریف شد. امروزه این اصطلاح توسط محققان و موزه‌های سراسر جهان به عنوان یک جنبش طراحی مهم شناخته می‌شود. زیبایی‌شناسی طراحی مدرن اواسط قرن از نظر سبک و ساخت مدرن است و با جنبش مدرنیستی آن دوره همسو است. معمولاً با خطوط تمیز و ساده و استفادۀ صادقانه از مواد مشخص می‌شود و عموماً شامل تزئینات تزئینی نمی‌شود.

## طراحی صنعتی

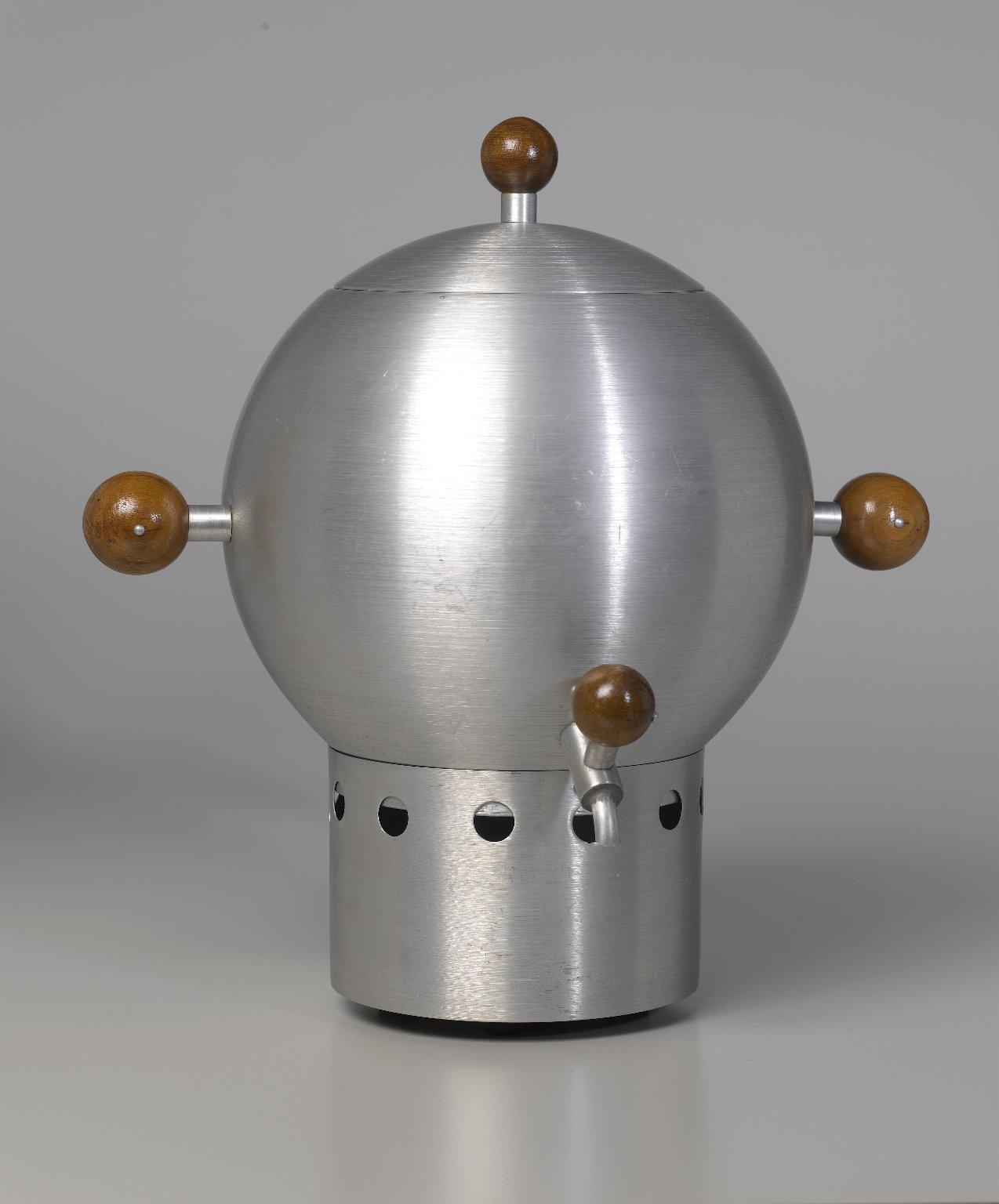
راسل رایت (آمریکایی، 1904-1976). Coffee Urn, ca. 1935. آلومینیوم و گردو تابیده شده، 16 x 13 x 8 1/4 اینچ (40.6 x 33.0 x 21.0 سانتی متر). موزه بروکلین، هدیه پل اف. والتر، 1994.165.1a-d

طراحی اسکاندیناوی در این زمان بسیار تأثیرگذار بود، سبکی که با سادگی، طراحی دموکراتیک و اشکال طبیعی مشخص می‌شد. ظروف شیشه‌ای (ایتالا – فنلاند)، سرامیک (آرابیا – فنلاند)، ظروف غذاخوری (گئورگ ینسن – دانمارک)، چراغ‌های (پوئل هنینگسن – دانمارک) و مبلمان (مدرن دانمارکی) برخی از گونه‌های محصولات ایجاد شده بودند. در آمریکا، در شرق میسیسیپی، راسل رایت آمریکایی الاصل که برای سفال‌گری استویبنویل طراحی می‌کرد، و اوا زایزل متولد مجارستان که برای سفال‌گری بال سرخ (و بعداً هال چاینا) طراحی می‌کرد، طرح‌های سرامیکی آزادانه‌ای را خلق کردند که بسیار مورد تحسین قرار گرفتند و مورد توجه گرایش عمومی در استفاده از خطوط صاف و روان در ظروف غذاخوری قرار گرفتند. در سواحل غربی آمریکا، طراح صنعتی و سفالگر ادیت هیث (۲۰۰۵–۱۹۱۱) سرامیک‌های هیث را در سال ۱۹۴۸ میلادی تأسیس کرد. این شرکت یکی از تولیدکنندگان متعدد سفال کالیفرنیا بود که دوران اوج خود را در ایالات متحدۀ آمریکا پس از جنگ سپری کرد، و ظروف سرامیکی مدرن اواسط قرن را تولید کرد. ظروف خط «کوپه» ادیت هیث، همچنان مورد تقاضا است و از سال ۱۹۴۸ میلادی به‌ طور مداوم تنها با تغییرات دوره‌ای در بافت و رنگ لعاب، تولید می‌شود.

## جُستارهای وابسته
- سینما تراس